# Estratis
|  | Per al tirà de Quios vegeu Strattis . |

Estratis o Estrattis (en llatí Stratis o Strattis, en grec antic Στράττις o Στράτις) fou un poeta còmic atenenc de la vella comèdia que va florir segons Suides després de Càl·lies cap a la 92a Olimpíada, l'any 412 aC i fins al 393 aC aproximadament si bé encara exhibia comèdies el 380 aC.
Va ser en part contemporani de Sannirió i Filil·le, als que ataca en els fragments coneguts de les seves obres. També va atacat a l'actor Hegèloc, el protagonista de l'Orestes d'Eurípides que va fallar en la pronúncia durant la representació de l'obra. Per tant, va escriure també després del 408 aC, data en què es va representar l'Orestes. Encara era actiu a la 99a Olimpíada, és a dir, el 380 aC, quan va atacar Isòcrates per la seva passió senil per Lagisca, segons diuen Ateneu de Nàucratis i Eli Harpocració.
Va escriure 16 comèdies i l'enciclopèdia Suides menciona les següents:
- Ἀνθρωπορέστης o Ἀνθρωπορραίστης ("Anthroporestes" Orestes humanitzat)
- Ἀταλάντη (Atalanta)
- Ἀγαθοί ἤτοι Ἀργυρίου ἀφανισμόρ (La bona gent o la desaparició dels diners)
- Ἰφιγέρων (Iphigeron)
- Καλλιπίδης (Callippides)
- Κινησίας (Cinesias)
- Λιμνομέδων (Limnomédon)
- Μακεδόνες (Macedonis)
- Μήδεια (Medea)
- Τρωΐλος (Troilos)
- Φοἰνισσαι (Phoinissai, Dones fenícies)
- Φιλοκτήτης (Filoctetes)
- Χρύσιππος (Crisip)
- παυσανίας (Pausanias)
- ψυχασταί (Psychastae)

Altres fonts indiquen també com a seves les següents obres:
- Ζώπυρος περικαιόμενος (Zópiros perikaiómenos, Zòpir rodejat de flames)
- Μυρμιδόνες (Mirmídons)
- ποτάμιοι (Potamioi)
- πύτισος (Pytisos).

Alguns autors l'han confós amb Estrató d'Atenes.